# Clemensia ophrydina
Clemensia ophrydina là một loài bướm đêm thuộc phân họ Arctiinae, họ Erebidae.